# One of These Days
One of These Days (укр. «На днях») — музична композиція гурту Pink Floyd, перший трек з альбому 1971 року Meddle
На концертних виступах у 1970-х роках композиція часто оголошувалася як «One of These Days I'm Going to Cut You into Little Pieces» (укр. «Якось на днях я кришитиму тебе на дрібні шматочки») — так повністю звучить речитатив цієї композиції у виконанні Ніка Мейсона. Цей ж варіант назви пісні згадувався і в титрах фільму «Live at Pompeii».
Авторами «One of These Days» є усі учасники гурту Pink Floyd.

## Запис композиції
Основою для композиції став басовий риф Роджера Вотерса з луна-ефектом «Binson», до якого були додані органні та гітарні пасажі, а також шум вітру, який відкриває та завершує трек. Бас-гітара була записана на двох доріжках, при цьому Вотерс грав в одному стереоканалі, Девід Гілмор — в іншому. Уповільнена та записана з ефектом кільцевої модуляції для створення моторошного ефекту фраза Мейсона була присвячена Джиммі Янгу, діджею на Radio 1 і Radio 2 BBC, який дратував багатьох слухачів своїми довгими розмовами в ефірі. Абсурдний та нерозбірливий монтаж фрагментів з радіошоу Джиммі Янга Pink Floyd на деяких концертах програвали перед виконанням «One of These Days». На думку Енді Маббетта, редактора журналу The Amazing Pudding і автора низки книг про Pink Floyd, на четвертій хвилині композиції «One of These Days» звучить мелодія з телевізійного серіалу Doctor Who.
В одному зі своїх інтерв'ю Нік Мейсон прокоментував «One of These Days» наступним чином:
Можливо, найцікавіше в «One of These Days» - це те, що я в ній насправді виступаю як вокаліст, чи не вперше за всю історію наших записів, які потрапили в публічний доступ. Це досить вражаюче дійство, в якому використовується високий голос та уповільнення стрічки.

## Варіанти видання
Окрім запису на альбомі Meddle, «One of These Days» вийшла у вигляді синглу в США, Канаді та Італії (з піснею «Fearless» на стороні «В»), в Японії (з піснею «Seamus» на звороті), а також на збірниках A Collection of Great Dance Songs (1981), Works (1983), Shine On (1992), Echoes: The Best of Pink Floyd (2001). Концертні версії цієї композиції були записані на синглі «High Hopes / Keep Talking» (1994), а також на концертних альбомах Delicate Sound of Thunder (1988), Pulse (1995) і у фільмі Live at Pompeii (1972).

## Виконання на концертах
Pink Floyd часто виконували «One of These Days» на своїх концертах початку 1970-х років, а також під час турне 1987-1988 років і 1994 року. До найвідоміших прикладів виконання цієї композиції відносяться наступні епізоди:
- Виконання «One of These Days» (разом з «Fat Old Sun», «Echoes» та ін.) 30 вересня 1971 року в Паризькому театрі BBC (BBC Paris Cinema) для радіопередачі «In concert» на Radio 1 (в ефірі концерт транслювався 12 жовтня), це було одним із перших живих виконань «One of These Days» і останнім виступом групи спеціально для BBC[13][14][15][12].
- Знімання фільму «Live at Pompeii» з 4 по 7 жовтня 1971 року в амфітеатрі римського міста Помпеї, під час яких була виконана «One of These Days». У фільмі ця композиція презентувалася повною назвою пісні — «One of These Days I'm Going to Cut You into Little Pieces», при цьому велика частина часу в кадрі була відведена грі Ніка Мейсона на ударній установці[13][14][15][16].
- «One of These Days» виконувалася під час п'ятого американського гастрольного туру Pink Floyd у жовтні та листопаді 1971 року[13][17][18].
- 20 січня 1972 року композиція «One of These Days» була зіграна на концерті в Брайтоні, важливість концерту полягала в тому, що саме на ньому відбувся дебют альбому The Dark Side of the Moon[19]. 1972 року «One of These Days» регулярно виконувалася під час турне гурту по Британії, Японії, а також під час шостого та сьомого північноамериканських турів[17][20][21].
- Наприкінці 1972 та на початку 1973 років Pink Floyd грали в постановках балету французького хореографа Ролана Петі в Марселі[19] та Парижі[22], зокрема, на цих заходах серед інших своїх композицій Pink Floyd часто виконували і «One of These Days»[23][24][25].
- Під час виступів Pink Floyd на концертах 1973 року «One of These Days» була основним номером, виконуваним на біс[26].
- Під час виступів Pink Floyd в 1987-1988 роках «One of These Days» відкривала другу частину концертної програми групи[12]. Запис композиції увійшов як в концертний альбом Delicate Sound of Thunder 1988 року, так і у фільм Уейна Ішема 1989 року «Delicate Sound of Thunder». Виконання «One of These Days» на концертах нерідко супроводжувалося появою над сценою і залом надувної свині[27].
- Pink Floyd часто виконували «One of These Days» на концертах в 1994 році, один із цих концертних записів, зрештою, вийшов на синглі «High Hopes / Keep Talking»[12]. Запис композиції був включений у концертний альбом Pulse 1995 року, а також у фільм Девіда Маллета 1994 року P.U.L.S.E..
- 25 червня 2016 року Девід Гілмор та його сольний гурт виконали пісню під час їхнього концерту у польському місті Вроцлав, причому Гілмор грав її наживо чи не вперше за більш, ніж останні 20 років — протягом всього цього часу композиція не входила в частину сету сольної програми. 2017 року Роджер Вотерс також виконав цю композицію на своєму сольному турі «Us+Them». Пісня також входить до ceту концертного шоу Ніка Мейсона «Saucerful of Secrets» і є заключною в цьому ряді композицій.

## Кавер-версії
- Кавер-версія 1978 Disco Floyd Band в стилі диско[28].
- Кавер-версія групи Spahn Ranch, записана на збірнику 1995 року «A Tribute To Pink Floyd»
- У 1995 році кавер на «One of These Days» був записаний групою Girls Under Glass на альбомі Crystals & Stones під назвою «(Another) One of These Days»[29]..
- У 2001 році німецький гурт Haldolium записав власний кавер на «One of These Days» у стилі транс[30].
- Уривок з «One of These Days» був виконаний на концерті гурту Metallica в Сеулі 15 серпня 2006 року (Seoul, Olympic Main Stadium), його зіграли Кірк Гемметт (гітара) і Роберт Трухільо (бас-гітара).
- У 2001 році група Fantasyy Factoryy записала кавер на One Of These Days, який був опублікований на збірнику «Signs Of Life — Tribute To Pink Floyd».

## Учасники запису
Запис студійної версії композиції:
- Девід Гілмор — гітара, леп-стіл, бас-гітара — double-tracked bass (правий канал);[31]
- Роджер Вотерс — бас-гітара — double-tracked delayed тремоло (лівий канал);[31]
- Річард Райт — хаммонд орган, піаніно, EMS VCS 3, синтезатор (з саунд ефектами);
- Нік Мейсон — ударні, цимбалина на задньому фоні, речитатив;

Запис концертних версій композиції на альбомах Delicate Sound of Thunder (1988) і Pulse (1995):
- Девід Гілмор — гітара;
- Гай Пратт — бас-гітара;
- Річард Райт — клавішні;
- Нік Мейсон — ударні, вокал;
- Гері Волліс — ударні;
- Тім Ренвік — ритм-гітара;
- Джон Карін — клавішні.